# David Hayman
David Hayman (Bridgeton, 9 febbraio 1948) è un attore e regista britannico.

## Biografia
Nato a Bridgeton, un quartiere di Glasgow, inizia a studiare recitazione all'Accademia scozzese d'Arte drammatica e musica.
Inizia sua carriera di attore al cinema e in televisione nel 1966.
Recita in False verità (2005), nel ruolo di Reuben, e ne Il bambino con il pigiama a righe (2008), interpretando Pavel, un uomo rinchiuso nel campo di concentramento di Auschwitz.
Nella seconda metà degli anni ottanta, inizia anche la carriera di regista.

## Filmografia parziale

### Cinema
- La cruna dell'ago (Eye of the Needle), regia di Richard Marquand (1981)
- La legge Murphy (Murphy's Law), regia di J. Lee Thompson (1986)
- Sid & Nancy, regia di Alex Cox (1986)
- Anni '40 (Hope and Glory), regia di John Boorman (1987)
- Walker - Una storia vera (Walker), regia di Alex Cox (1987)
- Un giorno nella vita (Silent Scream), regia di David Hayman (1990)
- Rob Roy, regia di Michael Caton-Jones (1995)
- Braveheart - Cuore impavido (Braveheart), regia di Mel Gibson (1995)
- Il senso di Smilla per la neve (Smilla's Sense of Snow), regia di Bille August (1997)
- Twin Town, regia di Kevin Allen (1997)
- The Jackal, regia di Michael Caton-Jones (1997)
- Regeneration, regia di Gillies MacKinnon (1997)
- The Boxer, regia di Jim Sheridan (1997)
- My Name Is Joe, regia di Ken Loach (1998)
- The Legionary - Fuga all'inferno (Legionnaire), regia di Peter MacDonald (1998)
- The Match, regia di Mick Davis (1999)
- Un perfetto criminale (Ordinary Decent Criminal), regia di Thaddeus O'Sullivan (2000)
- Vertical Limit, regia di Martin Campbell (2000)
- Best , regia di Mary McGuckian (2000)
- Il sarto di Panama (The Tailor of Panama), regia di John Boorman (2001)
- False verità (Where the Truth Lies), regia di Atom Egoyan (2005)
- Uragano (Flood), regia di Tony Mitchell (2007) - film TV
- Il bambino con il pigiama a righe (The Boy in the Striped Pyjamas), regia di Mark Herman (2008)
- Ladri di cadaveri - Burke & Hare (Burke and Hare), regia di John Landis (2010)
- Jack Ryan - L'iniziazione (Jack Ryan: Shadow Recruit), regia di Kenneth Branagh (2014)
- Macbeth, regia di Justin Kurzel (2015)
- Il palazzo del Viceré (Viceroy's House), regia di Gurinder Chadha (2017)
- Ricomincio da noi (Finding Your Feet), regia di Richard Loncraine (2017)
- Impero criminale (The Corrupted), regia di Ron Scalpello (2019)
- Fisherman's Friends, regia di Chris Foggin (2019)
- Blinded by the Light - Travolto dalla musica (Blinded by the Light), regia di Gurinder Chadha (2019)
- Le nostre signore (Our Ladies), regia di Michael Caton-Jones (2019)
- Wonka, regia di Paul King (2023)

### Televisione
- Avenger, regia di Robert Markowitz – film TV (2006)
- Taboo – serie TV, 8 episodi (2017)
- The Paradise – serie TV, 14 episodi (2012-2013)
- Help, regia di Marc Munden – film TV (2021)
- Landscapers - Un crimine quasi perfetto (Landscapers) – miniserie TV, 3 puntate (2021)
- Andor - serie TV, un episodio (2022)

## Doppiatori italiani
Nelle versioni in italiano delle opere in cui ha recitato, David Hayman è stato doppiato da:
- Carlo Valli in Anni '40, The Jackal, Il bambino con il pigiama a righe, Macbeth, Il palazzo del Viceré, Ricomincio da noi, Impero criminale, Wonka
- Dario Penne ne Il sarto di Panama, Ladri di cadaveri - Burke & Hare
- Ambrogio Colombo in The Paradise, Landscapers - Un crimine quasi perfetto
- Gianni Williams in Sid & Nancy
- Diego Reggente ne Il senso di Smilla per la neve
- Gil Baroni in Regeneration
- Angelo Nicotra in Un perfetto criminale
- Sandro Sardone in Vertical Limit
- Ennio Coltorti in Best (barista)
- Saverio Moriones in Best (Tommy Docherty)
- Eugenio Marinelli in False verità
- Romano Malaspina in Avenger
- Paolo Maria Scalondro in Taboo
- Pino Ammendola in Fisherman's Friends
- Aldo Stella in Sid & Nancy (ridoppiaggio)